# Ely Culbertson
Ely Culbertson (* 22. Juli 1891 in Poiana Vărbilău, Rumänien; † 27. Dezember 1955) war ein US-amerikanischer Bridge-Experte.

## Leben
Culbertson wurde als Kind von Almon Culbertson, einem amerikanischen Ölingenieur, und dessen russischer Gattin Xenia Rogoznaya in Poiana Vărbilău in Rumänien geboren. Ab 1921 lebte er in New York und bestritt seinen Lebensunterhalt mit dem Kartenspiel (Poker, Bridge etc.). 1923 heiratete er Josephine Dillon (geb. Murphy), die erfolgreichste und bestbezahlte Bridgelehrerin in der Stadt. Die neue Entwicklung reizte ihn und er sah sich in der Lage sich gegen die arrivierten Autoritäten des Auktions-Bridge durchzusetzen. Sein Plan war ein verständliches Bridge-Bietsystem zu erfinden, ein Bridge-Magazin zu gründen, ein Buch über Bridge, als „Bibel“ zu schreiben und eine Organisation von professionellen Bridgelehrern ins Leben zu rufen sowie sich und seine Frau als von Legenden umwobene Stars aufzubauen. Er hat alle seine Ziele realisieren können. Er machte Reklame in der 1929 von ihm gegründeten Monatszeitschrift „Bridge World“ für sein „Approach Forcing System“. Das System war überschaubar, die Prinzipien klar, aber trotzdem unterschied sich sein System in wesentlichen Punkten von den anderen auf dem Markt vorhandenen Systemen nicht. Was entscheidend war, ist die Tatsache, dass es Culbertson gelang sein System durch spektakuläre Erfolge populär zu machen.

### Die ersten Erfolge
Eine erste und gute Gelegenheit bot sich 1930, als er mit seinem Team nach England fuhr um ein Herausforderungsmatch gegen die Engländer zu spielen. Bei der Überfahrt in der Schiffskabine beendete Culbertson noch das letzte Kapitel seines Buches „Contract Bridge Blue Book“, dessen Erfolg oder Misserfolg vom Ergebnis des anstehenden Kampfes abhängig war. Das unter großer Publicity verlaufene Match gegen das englische Team von Colonel Buller endete mit einem erdrutschartigen Sieg für das Culbertsons Team, es gewann mit 4800 Punkten. Sein „Blue Book“ wurde ein Bestseller.

### Der Aufstieg: „Bridge-Kampf des Jahrhunderts“
Die früheren amerikanischen Bridgeexperten (nicht zuletzt auch aus wirtschaftlichen Gründen, weil die Abnahme ihrer Bücher deutlich zurückging) formierten sich und holten im Rahmen einer gegen Culbertson gerichteten Aktion zum Gegenschlag aus. Culbertson ergriff die Flucht nach vorne und forderte die Exponenten der Gegenbewegung zu einem Match heraus.
Nach langen Verhandlungen über die Austragungsbedingungen fand der Kampf im Dezember 1931 in New York statt und wurde auf einer Distanz von 150 Rubbern ausgetragen. Das Interesse der Bridge-Öffentlichkeit war auf dem Höhepunkt angelangt. Bei diesem „Bridge-Kampf des Jahrhunderts“ spielte Culbertson über die Hälfte der Rubber mit seiner Frau und die übrigen mit Theodore Lightner, Waldemar von Zedwitz, Howard Schenken und Michael Gottlieb. Seine Gegenspieler waren Sidney S. Lenz und dessen Partner Oswald Jacoby, der später durch Winfield Liggett Jr. ersetzt wurde. Culbertson setzte 5000 US-Dollar, Lenz 1000 US-Dollar, aber das Geld sollte nicht dem Gewinner, sondern einer Wohltätigkeitsorganisation zugutekommen.
Das Medienecho des Matches war in der gesamten amerikanischen Presse frenetisch. Auf den ersten Seiten der Zeitungen erschienen lange Berichte über den Kampf. Nach 27 Rubbern lag das Culbertson-Team über 7000 Punkte zurück, aber sie kämpften unermüdlich. Der lange Kampf hatte auch psychische Folgen, von denen die Gegenmannschaft betroffen war. Die Fassade der Partnerschaft Lenz/Jacoby zeigte erste Risse und als beim 103. Rubber Lenz seinen Partner scharf kritisierte, stand dieser auf und ging. Zum Schluss nach 150 Rubbern hatte Culbertson seine Gegner mit 8980 Punkten geschlagen.
Bridge wurde populär wie nie zuvor und zur Freizeitbeschäftigung der Massen. Und gleichzeitig war der Weg für Culbertson frei, das Gegenlager brach in sich zusammen. Ganze Zeitungsketten brachten seine (später durch seinen Stab geschriebene) Artikel. Für Rundfunksendungen erhielt er 10.000 US-Dollar pro Woche.

### Publicity: Entstehung einer Legende
Culbertsons wachsende Popularität war einerseits dem Bridgeerfolg zu danken, aber eine mindestens genauso große Rolle spielte seine große psychologische Fähigkeit, sich durch die Medien, vielleicht in dieser Form zum ersten Mal im 20. Jahrhundert, als „Megastar“ aufzubauen. Seine geschickt in die Presse gestreuten abenteuerromanartigen Details aus seinem Leben, die eine Mischung aus Realität und Fiktion bestanden, verfehlten die Wirkung auf das große Publikum nicht. Durch seinen Presseagenten, Benjamin Sonnenberg ließ er überraschende Einzelheiten aus seinem Leben verbreiten, z. B. dass er im Kaukasus aufgewachsen sei und mit professionellem Kartenspiel eine Gruppe von Revolutionären finanziert habe. Seine Geliebte sei ermordet worden. Wegen eines Mordanschlages auf den Gouverneur habe er im Gefängnis gesessen. In den Vereinigten Staaten sei er von den Universitäten Yale und Cornell relegiert worden. Er habe in Mexiko bei einer Revolution mitgekämpft, später in Paris an der Sorbonne studiert, sich schließlich in den Vereinigten Staaten niedergelassen, um in Greenwich Village Bridge um hohe Einsätze zu spielen, wobei er ständig 15 im Kaukasus lebende Verwandte finanziell unterstützte. Der Effekt wurde durch seinen individuellen und verschwenderischen Lebensstil, dessen Einzelheiten man ebenfalls aus der Presse erfuhr, noch mal gesteigert. Die Realität war anders, er bewohnte im Riesenhaus mit 45 Zimmern nur einen einzigen Raum, der sehr spartanisch mit einem Feldbett eingerichtet war.

### Taktik für die Erhaltung der Hegemonie
Die erste große Konkurrenz erschien in der Bridgewelt in Person von P. Hal Sims. Er war ein hervorragender Spieler, hatte ein eigenes System veröffentlicht und gewann zahlreiche Turniere. Folglich verbreitete Culbertson über Presse und Funk, dass er mit seiner Frau bereit wäre gegen jeden ein Match zu spielen. Sims biss an. Sie spielten mit den eigenen Frauen gegeneinander, die Culbertson gewannen über 150 Rubber überlegen mit 16.130 Punkten. Die Revanche von Sims lehnte Culbertson ab.
Ebenfalls mit diesem Trick zog er sich aus der Affäre als ein Team, „Four Aces“, bestehend aus hervorragenden Spielern (David Bruce, Richard Frey, Oswald Jacoby und Howard Schenken), ihn sogar mit 5000 Punkte Vorgabe herausfordern wollte. Er lehnte den Kampf, nicht fair, aber geschäftstüchtig ab.

### Der Ruhm
Culbertson war trotzdem auf dem Höhepunkt seines Ruhmes. Seine sämtlichen Bücher waren Bestseller. Eine seiner Konventionen, die bis heute aktuell ist, benannte er nach seiner Frau „Josephine“. Seine Bridgelehrerorganisation hatte bis zu 6000 Mitglieder. Diese wurden mit dem Culbertson’s System vertraut gemacht; nach der Ausbildung erhielten sie ein Diplom, das sie dazu berechtigte, sein System zu lehren. Die „Bridge World Inc.“ brachte nicht nur sein Bridge-Magazin heraus, sondern stellte auch alle möglichen Bridge-Artikel, einschließlich der recht teuren „Kem“-Spielkarten aus abwaschbarem Plastikmaterial her. 1937 musste die Gesellschaft von ihren Gewinnen 220.000 US-Dollar an Culbertson abführen.

### Abwendung von Bridge
Um 1938 begann Culbertson jedoch langsam das Interesse an Bridge zu verlieren und beschäftigte sich immer mehr mit der Politik. In dieser Zeit ließ er sich auch von seiner Frau scheiden. Sie blieben jedoch weiterhin in geschäftlichem Kontakt.
1952 erschien noch sein Buch „Point Count Bidding“, damit folgte er dem Trend der Punktrechnung und gab seine Trick-Bewertung auf.

### Die letzte Lebensphase
In seinen letzten Jahren litt er an einem Lungenemphysem und verstarb schließlich an den Folgen einer gewöhnlichen Erkältung. Seine Ex-Frau überlebte ihn um ein knappes Jahr und erlag einem Hirnschlag.

## Lebenswerk
Culbertsons Verdienst in der Geschichte des Bridge ist unbestreitbar. Er war der Wegbereiter für Vanderbilts Verbesserung des nicht sonderlich interessanten Auktions-Bridge. Ohne ihn wäre das Bridge nie so populär geworden. In ihm fand sich ein Promoter für Vanderbilts Erfindung, der nicht nur die Weiterentwicklung des Spiels, sondern durch die entsprechende (mit finanziellem Gewinn verbundene) Publicity zur weiten Verbreitung dieser Aktivität beitrug.

## Werke
- Contract Bridge Blue Book (1930)
- Culbertson’s Self-Teacher
- Red Book on Play
- The Gold Book Contract Bridge Complete
- The Strange Lives of One Man (1940)
- The World Federation Plan (1942)
- Total Peace (1943)
- Must We Fight Russia? (1946)
- Culbertson on Canasta: a Complete Guide for Beginners and Advanced Players With the Official Laws of Canasta (1949)

## Quelle
- U. Auhagen: „Das große Buch vom Bridge“, Manfred Pawlak Verlagsgesellschaft mbH, Herrsching, 1990, ISBN 3-88199-679-6